# Topor
Topór (Боевой топор in cirillico) è la parola che in lingua polacca e in lingua russa indica la scure d'arcione in particolare e l'ascia da battaglia in generale. Arma manesca di diretta derivazione orientale, quasi certamente basata su di un modello in uso alla cavalleria dei turchi ottomani, differisce dalla scure d'arcione occidentale per la conformazione della lama, la cui linea è ottimizzata per i colpi discendenti vibrati dal cavaliere in arcioni.

## Storia
L'uso della scure d'arcione, ben documentato nella Persia degli Achemenidi (v. Sagaris) ancor prima che dei Parti o dei Sasanidi, fu una caratteristica tipica delle forze di cavalleria del Medioriente tanto nell'Antichità quanto nel Medioevo. Dalla Persia, la passione per la scure d'arcione si diffuse nelle terre dell'attuale Afghanistan, dell'Armenia e delle contrade più settentrionali del subcontinente indiano.

Nel Khanato di Bukhara (XVI-XVIII secolo), il tabarzin (vocabolo di lingua farsi indicante genericamente la scure da guerra, sia nella sua versione da fanteria che da cavalleria) era attributo precipuo del sovrano (khan).
La sistematica pressione delle popolazioni di etnia turca sulla Persia prima e sul Mar Nero poi concorsero a veicolare verso l'Europa l'uso dell'ascia d'armi. Nelle regioni baltiche, interessate dalla presenza di popolazioni germaniche use a servirsi in modo variegato della scure quale arma (Vichinghi e Variaghi), il miscuglio tra la tradizione orientale e quella occidentale portò allo sviluppo di una particolarissima tipologia di scure d'arcione che mantenne spesso le caratteristiche tipiche dell'ascia turco-persiana mescolandola a volte con elementi germanici: il topor.
La scure d'arcione russo-polacca ebbe larga diffusione presso le forze di cavalleria di quei potentati cristiani che avevano dovuto fare gioco-forza del soldato a cavallo il prototipo delle proprie forze armate onde contrastare i continui raid dei cavalieri turchi e tartari: la Confederazione Polacco-Lituana, la potente compagine statale sorta nel 1569 con la fusione del Granducato di Lituania e del Regno di Polonia, ed il Granducato di Moscovia, erede della Rus' di Kiev devastato dai Tataro-mongoli.
Rispetto alle altre tipologie di scuri d'arcione in uso presso gli eserciti dell'Europa occidentale, il topor restò in uso ancora in piena Età Moderna. La cavalleria russa e gli husaria polacco-lituani, tanto quanto i loro avversari turchi e tartari, continuarono a servirsi di armi bianche d'arcione ancora nel pieno XVII secolo, quando cioè la cavalleria occidentale aveva ormai pienamente adottato il modello "Spada-e-Pistola" codificato durante la Guerra dei Trent'Anni. Il topor con manico coperto di cuoio ed argento conservato presso l'Armeria del Cremlino di Mosca (riportato sotto in figura) è stato, a titolo di esempio, datato al Seicento.

Il persistere della scure nella panoplia dei cavalieri dell'Europa orientale fu anzitutto dovuto ad un preciso bisogno pratico. In quelle contrade infatti l'uso di una corazza a maglia di ferro o a maglia di ferro laminata, sia da parte delle armate cristiane che da parte degli ottomani, perdurava ancora in piena Età barocca, quando cioè l'Europa occidentale copriva la sua cavalleria pesante (corazzieri e raitri) con solidi piastroni di metallo. I russi ed i polacco-lituani, tanto quanto i turco-tartari, erano quindi ancora nella condizione di dover ricorrere a scuri e mazze per liquidare il nemico negli scontri. Bisogna inoltre considerare che la scure, tanto quanto la mazza ferrata (bulava) aveva un significato simbolico enorme per le popolazioni slave e magiare tanto quanto per i turchi ed i persiani.
Il topor scomparve definitivamente dai campi di battaglia dell'Europa orientale solo al volgere del Settecento, con alcuni esemplari ancora prodotti nel XIX secolo.

## Costruzione
Rispetto alla scure d'arcione occidentale, il topor aveva:
- testa metallica massiccia ma di dimensioni più contenute. La lama di scure aveva bordo superiore quasi piatto, a volte discendente, ed il filo rivolto verso il basso. Alcuni esemplari, causa probabile influenza tedesca, avevano una lama simile a quella dell'ascia barbuta. Posteriormente alla lama, il topor poteva sviluppare un dente a forma di testa di martello, per intensificare la potenza del colpo all'impatto. Negli esemplari orientali, la testa dell'arma era realizzata in pregevole acciaio Damasco tipo Wootz;
- manico in legno quasi sempre impreziosito da ghiere, lamine ed anelli di metallo, capaci al contempo di rinforzarlo ma molto diversi, nella linea, dalle stanghe metalliche normalmente utilizzate per irrobustire l'ascia d'armi anglo-francese. Gli esemplari da parata hanno manico in legno più sottile ed aggraziato, sontuosamente impreziosito.

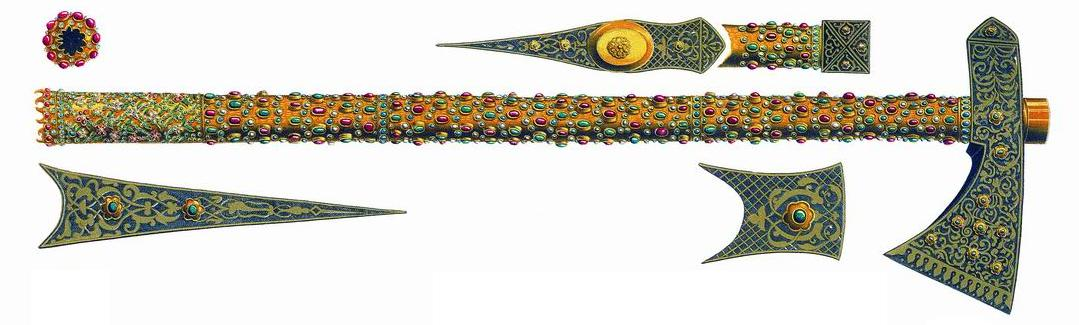
Topor - ill. di Fëdor Solncev.
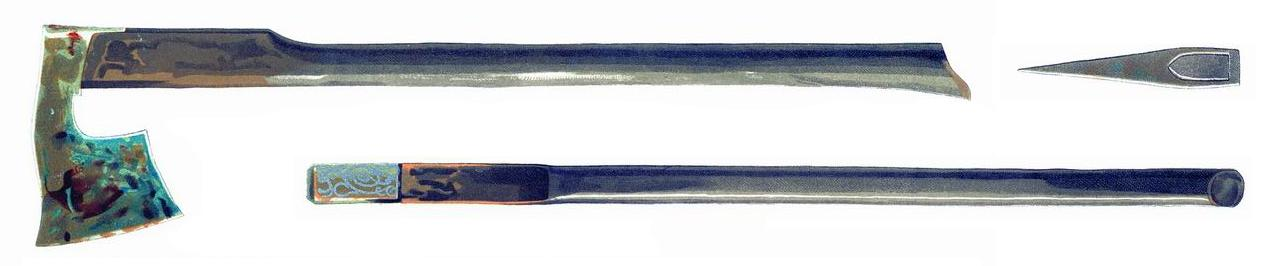
Topor con lama tipo ascia barbuta germanica - ill. di Fëdor Solncev.
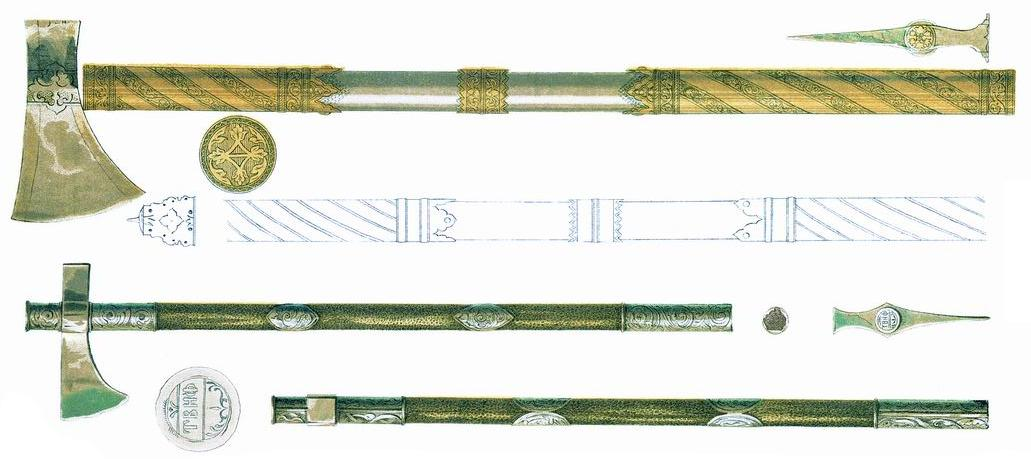
Topor - ill. di Fëdor Solncev.
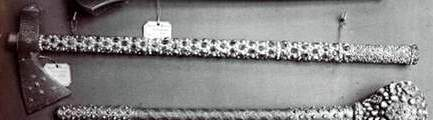
Topor accanto ad una Bulava con il medesimo apparato decorativo - Armeria del Cremlino (Mosca).